# Harpalyce formosa
Harpalyce formosa är en ärtväxtart som beskrevs av Dc. Harpalyce formosa ingår i släktet Harpalyce och familjen ärtväxter.

## Underarter
Arten delas in i följande underarter:
- H. f. formosa
- H. f. goldmanii